# سابرينا فلوريس
سابرينا فلوريس (بالإنجليزية: Sabrina Flores؛ بالإسبانية: Sabrina Flores) هي لاعبة كرة قدم مكسيكية وأمريكية، ولدت في 31 يناير 1996 في ليفنجستون ‏ في الولايات المتحدة. لعبت مع سكاي بلو ونادي إشبيلية.

## وصلات خارجية
- سابرينا فلوريس على موقع الاتحاد الدولي (مؤرشف)  (الإنجليزية)
- سابرينا فلوريس على موقع قاعدة بيانات كرة القدم.إي يو (الإنجليزية)
- سابرينا فلوريس على موقع Soccerway.com (الإنجليزية)